# Санта-Анастасія
Базиліка святої Анастасії (італ. Sant 'Anastasia, чи італ. Basilica di Sant'Anastasia al Palatino) — титулярна (з 1 березня 499 р.) базиліка на Палатині у Римі.
Церква була побудована в кінці III — початку IV століть, можливо римською жінкою на ім'я Анастасія. Пізніше церкву присвятили мучениці  Анастасії з Сірми.

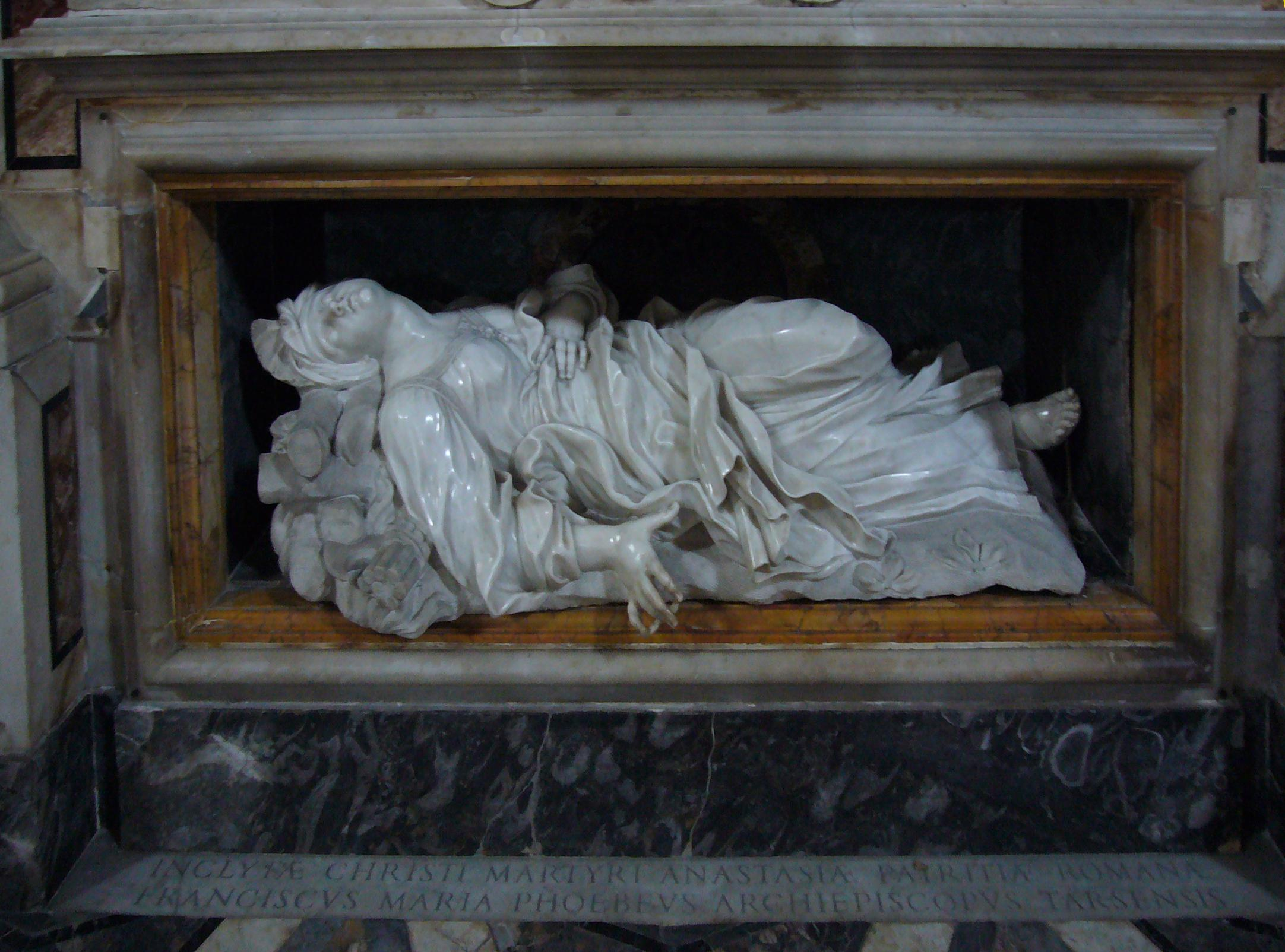
Св. Анастасія роботи Феррата

Церква була кілька разів відреставрована. Сьогоднішній вигляд церква має після реставрації XVII століття. Наву прикрашають 20 мармурових і гранітних античних колон, які можливо були частиною імператорських палаців на Палатині. Стеля прикрашена фресками Мікеланджело Черутті (1722), які зображують мучеництво святої. Біля вівтаря знаходиться статуя святої Анастасії роботи Ерколе Феррата, явно створеної за образом «Екстаз Блаженної Людовічі Альбертоні» роботи Лоренцо Берніні.

## Титулярна церква
Церква Святої Анастасії є титулярною церквою. Кардиналом-священиком з титулом церкви Святої Анастасії з 2 лютого 1983 року є бельгійський кардинал Годфрід Даннеєлс.